# Bellegarde (Tarn)
Bellegarde è un comune francese soppresso e frazione del dipartimento del Tarn della regione dell'Occitania. Dal 1º gennaio 2016 si è fuso con il comune di Marsal per formare il nuovo comune di Bellegarde-Marsal.

## Società

### Evoluzione demografica
Abitanti censiti